# Депольт II
Депольд (Дипольд) II (Děpolt II.) (1150/1160 — 21 ноября 1190) — князь Южной Моравии.
Сын Дипольда I (младшего сына князя Чехии Владислава I) и Гертруды, дочери Альбрехта Медведя.

## Биография
В 1182 году вступил в конфликт с епископом Праги Йиндржихом Бржетиславом (Jindřich Břetislav), ставшим князем Чехии под именем Вратислава III. В 1187 году после наложения на него интердикта был вынужден бежать из своих владений. Вернулся в 1189 г., когда новым князем Чехии стал Конрад Моравский.
Командовал чешским войском в Третьем крестовом походе. Участвовал в осаде Акры и умер в Святой Земле 21 ноября 1190, возможно — от чумы.

## Брак и дети
Жена — Адельгейда (Збыслава) (р. после 1165 — ум. 29 марта до 1213 года), дочь вроцлавского герцога Болеслава I Длинного от его второй жены. Дети:
- Дипольд III (1170/1177 – 1223)